# Toupeira-europeia
A toupeira-europeia (Talpa europaea) é uma espécie de mamífero da família Talpidae, nativa da região europeia desde França até à Rússia europeia.

## Descrição
A toupeira-europeia mede entre 113 e 159 mm de comprimento e pesa entre 72 e 128 g. São geralmente animais solitários e vivem cerca de 3 anos. A sua alimentação é sobretudo composta de minhocas.